# Pharming
Pharming (udtalt farming) er en internetbaseret svindelteknik, som minder om phishing. Det er et forsøg på at stjæle personlige oplysninger vha. en falsk websted. Ved et pharmingangreb plantes falske information på selve DNS-serveren, og giver brugeren forkerte oplysninger. Dette betyder at brugeren videresendes til hjemmesider, som ser ægte ud, men i virkeligheden er falske.
| Kriminalitet | Spire Denne artikel om kriminalitet er en spire som bør udbygges. Du er velkommen til at hjælpe Wikipedia ved at udvide den. |